# Manne Eriksson
Johan Emanuel "Manne" Eriksson, född 5 februari 1895 i Östervåla socken, död 10 juli 1972 i Uppsala, var en svensk folklivsforskare och arkivarie.
Manne Eriksson var son lantbrukaren Erik Persson. Han avlade studentexamen i Stockholm 1919, blev filosofie magister 1924, filosofie licentiat 1934 och 1944 filosofie doktor vid Uppsala universitet. Eriksson var 1926–1927 rektor vid den svenska skolan i Jigongshan, och blev därefter 1927 arkivarie vid Landsmåls- och folkminnesarkivet i Uppsala. Han var 1941–1962 1:e arkivarie vid ULMA och ställföreträdande arkivchef. Erikson var 1953–1961 docent i Nordiska språk vid Uppsala universitet, från 1939 redaktionssekreterare för Atlas över svensk folkkultur, från 1941 redaktör för tidskriften Svenska landsmål och från 1925 redaktör för Frikyrklig ungdom. Han var styrelseledamot i Svenska Missionsförbundet och dess teologiska seminarium från 1944, ledamot av svenska ekumeniska nämnden från 1945, stadsfullmäktige i Uppsala för Folkpartiet 1947–1958, ordförande i folkskolestyrelsen 1956 och ordförande i skolstyrelsen 1958–1959. Eriksson blev 1939 korresponderande ledamot av Kungliga Gustav Adolfs Akademien för svensk folkkultur. Manne Eriksson blev riddare av Nordstjärneorden.